# Clara Galle
Pour les articles homonymes, voir Galle.
Clara Galle, née le 15 avril 2002 à Pampelune en Espagne, est une actrice et mannequin espagnole. 
Elle est principalement connue pour son rôle de Raquel Mendoza dans la trilogie à succès Netflix, À travers ma fenêtre.

## Biographie
Clara Galle, de son vrai nom Clara Huete Sánchez, naît à Pampelune le 15 avril 2002. 
Dès son plus jeune âge, elle s'est intéressée au monde de l'art dramatique et ira donc étudier cette discipline à l'Instituto Plaza de la Cruz, où elle prend également des cours de danse contemporaine et urbaine. 
En 2020, elle s'installe à Madrid pour étudier l'histoire de l'art à l'Université complutense de Madrid,.

## Carrière
En avril 2019, elle tourne sa première publicité pour la campagne de Noël de la marque de bijoux de Tous, qui met en avant l'actrice Emma Roberts. Elle a également travaillé sur des campagnes touristiques pour Andorre et sur un spot Fanta. Elle a été le visage de magasins de vêtements dans sa ville natale, Pampelune, et a collaboré avec des marques telles que Nyx, Arizona Vintage et Kaotiko.
En avril 2021, elle a été confirmée pour le film original Netflix À travers ma fenêtre, basé sur le roman du même nom d'Ariana Godoy (es). Cela sera sa première expérience sur grand écran et celle qui lui devra une reconnaissance internationale. Dans le film, elle joue la protagoniste nommée Raquel Mendoza. Le film sort dans le monde le 4 février 2022 sur la plateforme Netflix. Le 15 février 2022, soit quelques jours seulement après la sortie du film, Netflix a annoncé le développement de deux suites, À travers ma fenêtre : L'amour pour horizon (2023) et À travers ma fenêtre : Les yeux dans les yeux (2024).
Le mois suivant, en mai 2021, elle est confirmée dans le casting principal de la deuxième saison de la série Amazon Prime Video, L'Internat: Las Cumbres, où elle jouera le rôle d'Eva Merino.
En octobre 2021, elle a joué dans le clip du single Tacones rojos de Sebastián Yatra.

## Filmographie

### Cinéma
Longs métrages
- 2022 : À travers ma fenêtre (A través de mi ventana) de Marçal Forés : Raquel Mendoza
- 2023 : À travers ma fenêtre : L'amour pour horizon (A través del mar) de Marçal Forés : Raquel Mendoza
- 2024 : À travers ma fenêtre : Les yeux dans les yeux (A través de tu mirada) de Marçal Forés : Raquel Mendoza

### Télévision

#### Séries télévisées
- 2022 : L'Internat : Las Cumbres (El internado: Las Cumbres) : Eva Merino (rôle principal)
- 2024 : Ni una más : Greta
- 2025 : Olympo : Amaia Olaberria

Clips
- 2021 : Tacones rojos de Sebastián Yatra

## Voix françaises
- Zina Khakhoulia dans : 
  - À travers ma fenêtre
  - À travers ma fenêtre 2 : L'Amour pour horizon
  - À travers ma fenêtre 3 : Les yeux dans les yeux
- Diane Kristanek dans (les séries télévisées) :
  - Ni una más
  - Olympo